# Pseudoterpna extrema
Pseudoterpna extrema là một loài bướm đêm trong họ Geometridae.